# Onderproductie
Onderproductie of overconsumptie is een fenomeen dat zich voordoet wanneer het aanbod de vraag niet kan volgen. Er ontstaat dan een aanbodtekort. Dit heeft tot gevolg dat de prijzen gaan stijgen. Onderproductie is het tegengestelde van overproductie.
Onderproductie is een van de elementen die de conjunctuur doet wijzigen. Er kan namelijk een economische crisis ontstaan.